# رولي غرين
رولي غرين (بالإنجليزية: Roly Green)‏ هو لاعب اتحاد الرغبي نيوزيلندي، ولد في 1926، وتوفي في 29 أكتوبر 2017 في تيمارو ‏ في نيوزيلندا.